# Jüdischer Friedhof (Gymnich)

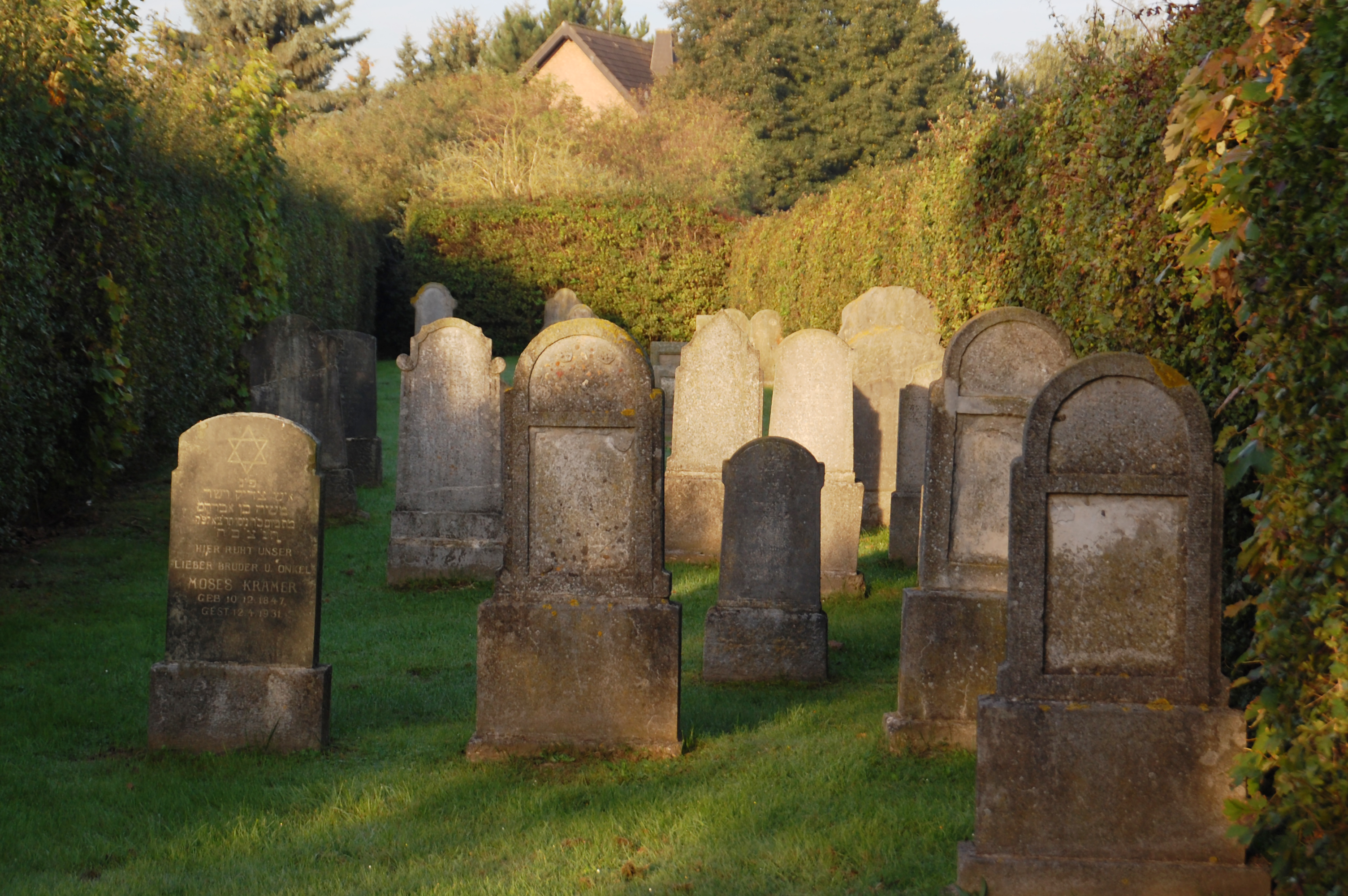
Jüdischer Friedhof Gymnich

Der jüdische Friedhof Gymnich ist einer der jüdischen Friedhöfe von Erftstadt im Rhein-Erft-Kreis. Er liegt im heutigen Stadtbezirk Gymnich und hat eine Gesamtfläche von etwa 1532 m2. Wie alle jüdischen Friedhöfe im Stadtgebiet der Stadt Erftstadt befindet sich der Friedhof im Eigentum der Synagogen-Gemeinde Köln, die Pflege der Friedhöfe obliegt der Stadt Erftstadt.
Vermutlich wurde der Friedhof um 1845 angelegt, der älteste Grabstein (Mazewa) wurde wahrscheinlich um 1846 aufgestellt. Mit 27 erhaltenen Grabsteinen handelt es sich neben dem neuen jüdischen Friedhof in Lechenich mit 31 Grabsteinen um eine der umfangreichsten jüdischen Gräberstellen in Erftstadt. Auf 19 Grabsteinen sind die Namen der Beigesetzten noch zu lesen.

## Lage und Beschreibung

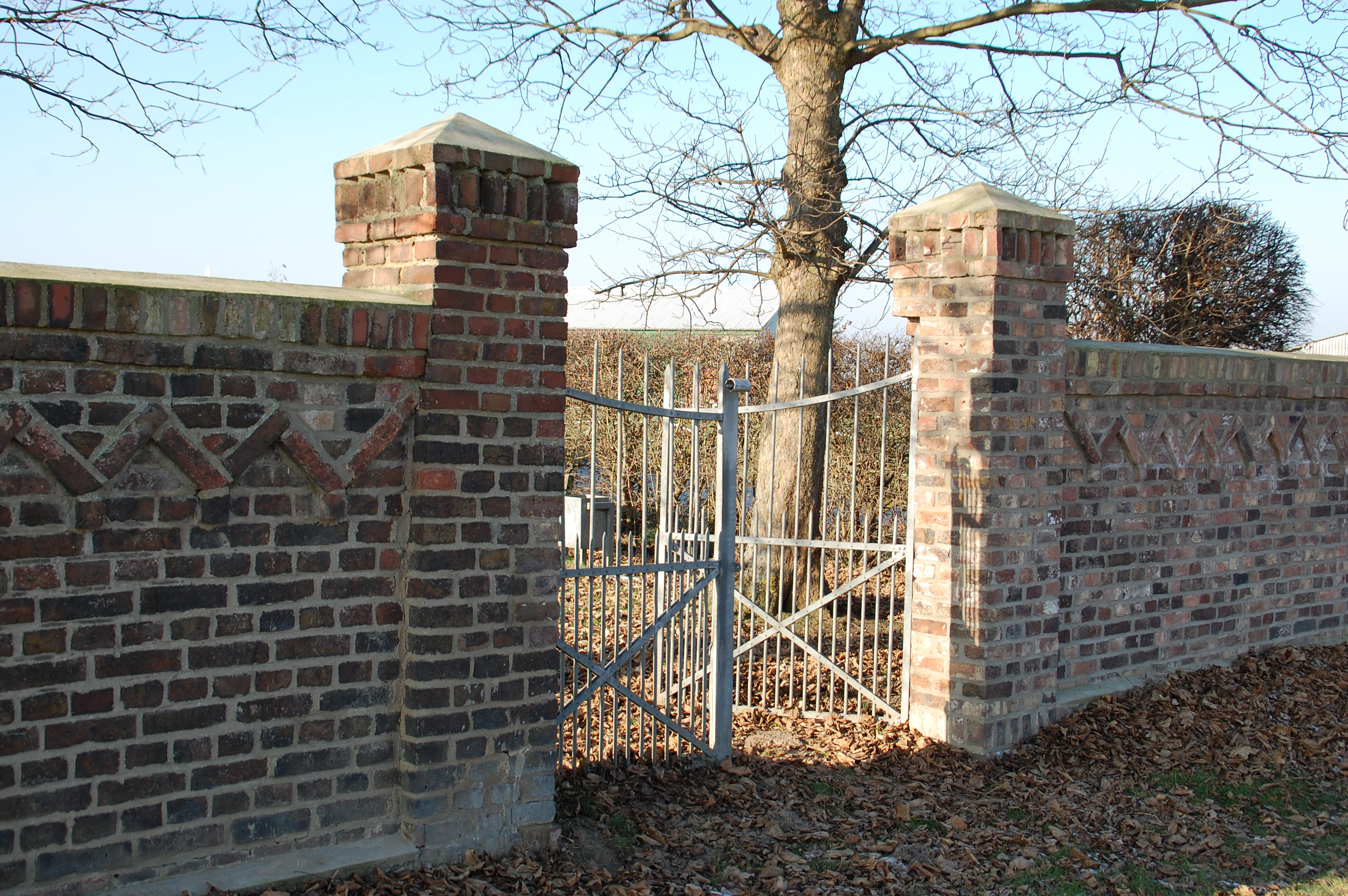
Eingangsbereich des jüdischen Friedhofs

Der jüdische Friedhof befindet sich nahe dem nordwestlichen Ortsrand von Gymnich und der Hauptverkehrsstraße L 162 (Kerpener Landstraße). Der langgezogene und mit etwa 13 m Breite und 120 m Länge sehr schmale Friedhof erstreckt sich in Ost-West-Richtung, seine Gesamtfläche beträgt etwa 1532 m2. Der Eingangsbereich liegt an der östlichen Seite an einem unbenannten Wirtschaftsweg und besteht aus einer etwa zwei Meter hohen Backsteinmauer mit einem zweiflügeligen schmiedeeisernen Tor, zu beiden Seiten des Tores hat die Mauer je zwei erhöhte Eckpfeiler. Hinter der Mauer steht beidseitig jeweils ein Bergahorn, danach folgt ein abgegrenzter Bereich mit einer Holzbank und einem Gedenkstein.
Auf dem Friedhof befinden sich 26 teilweise restaurierte Grabsteine, auf 19 von ihnen sind die Namen lesbar; der von Weber als 27. aufgeführte Grabstein liegt abgebrochen neben dem Sockel. Die Vorderseiten aller Steine weisen nach Osten, die Rückseiten sind nicht beschriftet. Die Gräber sind nicht eingefasst und es gibt keine Wege, der Friedhof ist vollständig mit Rasen bedeckt und von einer Weißdornhecke umgeben. Er besteht aus drei Feldern, von denen nur das mittlere und größte Grabsteine enthält.

## Geschichte

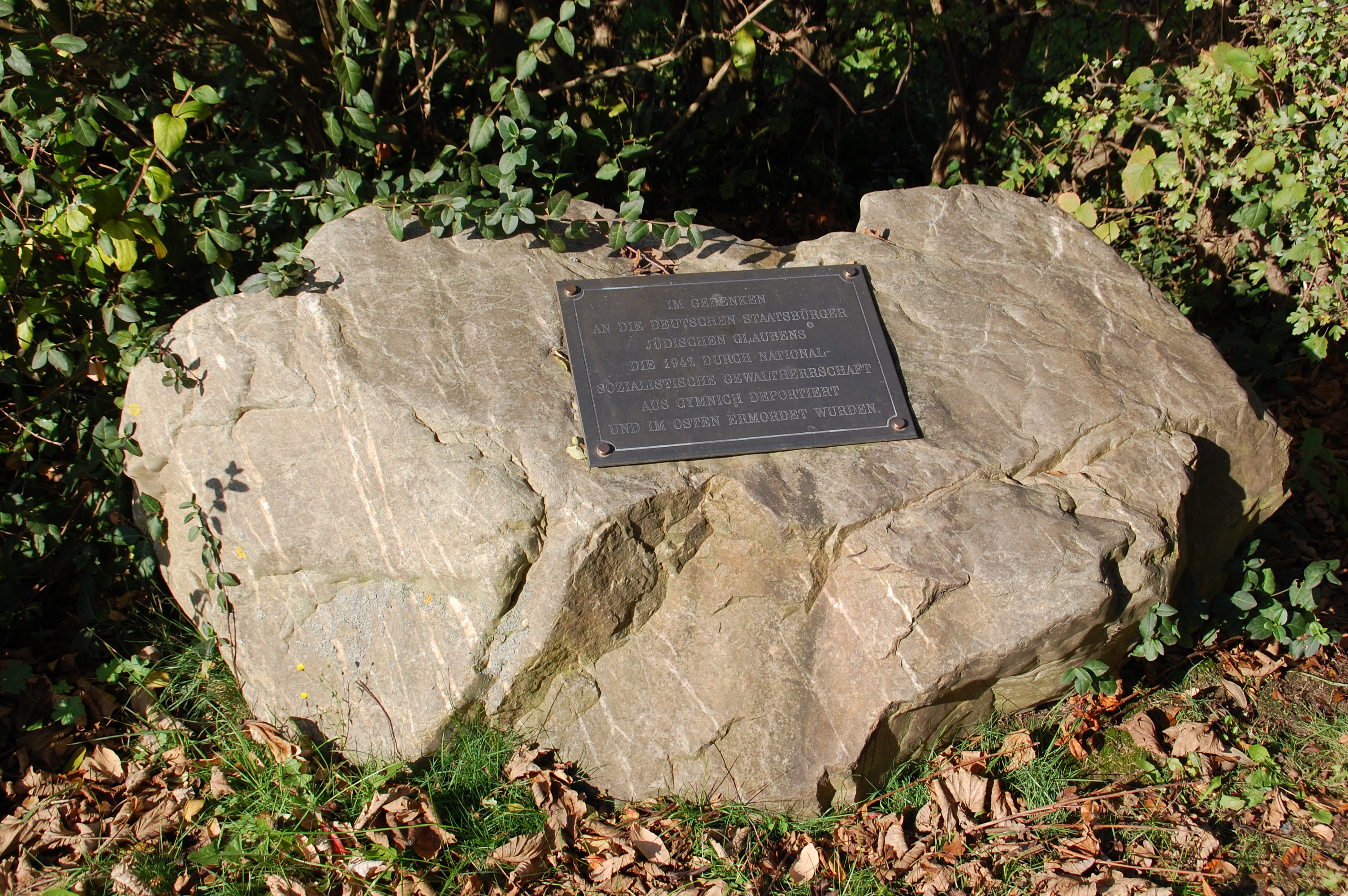
Gedenkstein auf dem Jüdischen Friedhof

Bereits 1676 bestand eine jüdische Gemeinde (Kehillah) und ein „Judenkirchhof“ in Gymnich, der im Testament eines Gymnicher Ehepaars genannt ist. Der Friedhof lag neben den Ländereien der Eheleute. Auch 1776 wurde in einem Pachtvertrag der Ländereien des Priesterseminars in Gymnich zwischen dem Präses des Priesterseminars in Köln und einem Pächterehepaar aus Gymnich ein Judenfriedhof in Gymnich genannt.
Wann der heutige Friedhof angelegt wurde, ist nicht bekannt. Vermutlich wurde er um 1845 von der jüdischen Gemeinde erworben und angelegt, der älteste Grabstein wurde wahrscheinlich im Jahr 1846 (nach jüdischer Zeitrechnung im Jahr 5606) aufgestellt und in hebräischer Schrift beschrieben. Weber datierte die Errichtung allerdings auf etwa 1860, der nach seiner Bestandsaufnahme älteste Grabstein mit lesbarer Schrift wurde 1861 aufgestellt. Der Friedhof war nach 1870 auch für die zur Gemeinde Gymnich gehörenden Gläubigen aus Dirmerzheim bestimmt, deren Verstorbene bis dahin auf dem Jüdischen Friedhof Dirmerzheim bestattet worden waren, dem kleinsten im Erftkreis.
Am 1. März 1900 beschloss der Gemeinderat Gymnich „auf Antrag des Vorstehers der israelitischen Gemeinde zu Gymnich“, „einen Zuschuss von 50 Mark […] aus der Gemeindekasse“ zur Einfriedung des jüdischen Friedhofs zu gewähren. Die jüdische Gemeinde war der Synagogengemeinde Lechenich angegliedert.
Ob während oder nach den Novemberpogromen 1938 der Gymnicher Friedhof geschändet wurde, ist nicht bekannt. Für die am 10. Dezember 1938 verstorbene Karoline Krämer und die am 12. Februar 1942 verstorbene Henriette Baum konnten keine Steine mehr gesetzt werden. Etwa zwei Drittel der ursprünglich vorhandenen Steine sind verloren gegangen, nach dem Zweiten Weltkrieg waren die noch vorhandenen Grabsteine umgeworfen und bis heute fehlen viele Inschrifttafeln. 1947 wurden die Gemeinden des Bundeslandes Nordrhein-Westfalen verpflichtet, die jüdischen Friedhöfe ihres Gebietes „in den Zustand zu versetzen, in welchem sie sich vor dem Jahr 1938 befunden hatten.“ Dazu gehört in erster Linie die Wiederherstellung und Aufstellung der Grabsteine. Der Gemeinderat in Gymnich beschloss am 24. Januar 1949, „dem Antrag der Synagogengemeinde Köln auf Instandhaltung des jüdischen Friedhofes“ zu entsprechen. In der Folge wurden ein Ortsbewohner mit der Pflege der Hecke und des Rasens und zwei Maurer mit der Restaurierung der Eingangsmauer beauftragt. 1953 wurde der Bürgermeister Heinrich Schmitz von dem Pfleger Josef Leiser gebeten, die Grabsteine wieder aufzustellen, wofür allerdings die Mittel fehlten. Am 4. Mai 1956 bat Josef Levy, dessen Eltern auf dem Friedhof begraben waren, die Verwaltung ebenfalls, die Grabsteine wieder aufzustellen. In der Ratssitzung vermutete man, dass es aufgrund fehlender Belegungspläne schwierig sein würde, die Steine an ihren alten Standort zu bringen, zudem wurde gefordert zu prüfen, ob die Ruhefrist von 30 Jahren, die für die Gemeinde Gymnich gilt, auch für den jüdischen Friedhof anzuwenden ist. Im Rechnungsjahr 1958 gab es einen erstmaligen Zuschuss der Stadt von 340,75 DM. In einer weiteren Sitzung stellte der Stadtrat am 12. Oktober 1959 fest, dass der Friedhof nach Anordnung der Regierung instand gesetzt werden müsse, die Kosten dafür wurden auf 3050,75 DM festgesetzt. Am 5. Juli 1960 wurde schließlich bestätigt, dass „der Judenfriedhof ordnungsmäßig instand gesetzt worden ist“ und die weitere Pflege einem Angebot entsprechend übertragen wurde.
Im Jahr 1988 ließ die Stadt Erftstadt auf dem jüdischen Friedhof in Gymnich mit Zustimmung der Synagogengemeinde Köln einen Gedenkstein für die von den Nationalsozialisten ermordeten Gymnicher Juden errichten. Die Inschrift lautet:

„Im Gedenken an die deutschen Staatsbürger jüdischen Glaubens, die 1942 durch nationalsozialistische Gewaltherrschaft aus Gymnich deportiert und im Osten ermordet wurden“

Am 31. Dezember 1991 wurde der jüdische Friedhof Gymnich in die Denkmalliste der Stadt Erftstadt als Baudenkmal aufgenommen.

## Grabsteine
In der folgenden Tabelle sind die 26 noch auf dem Friedhof befindlichen Grabsteine dargestellt. Die Beschreibung und Nummerierung folgt der Darstellung von Weber 1984, eine weitere Darstellung befindet sich im Werk von Peters 1993.
| Nr. | Person                                                                   | Inschrift | Maße          | Material                                | Besonderheiten                                                                                       | Abbildung |
| --- | ------------------------------------------------------------------------ | --- | ------------- | --------------------------------------- | --- | --------- |
| 1   | unbekannt                                                                | [Inschriftenplatte fehlt] | 133/35 cm     | Terrazzo                                | Rundkopf                                                                                             |           |
| 2   | Moses Krämer (1847–1931)                                                 | [hebräische Inschrift] HIER RUHT UNSER/LIEBER BRUDER U. ONKEL/MOSES KRÄMER/GEB. 10.12.1847/GEST. 12.4.1931 | 136/50 cm     | Porphyr (grünlich)                      | Segmentbogen; Inschrift in Hebräisch und Deutsch; Davidsstern                                        |           |
| 3   | unbekannt                                                                | [Inschriftenplatte fehlt] | 143,5/54 cm   | Terrazzo                                | Rundkopf                                                                                             |           |
| 4   | unbekannt                                                                | [Inschriftenplatte fehlt] | 143/54 cm     | Terrazzo                                | Rundkopf                                                                                             |           |
| 5   | Frau Michael Levi, geb. Heidt (1860–1906)                                | [hebräische Inschrift] Hier ruht/unsere gute Mutter/Frau Michael Levi/geb. Heidt/geb. 8. Febr. 1860/gest. 6. Juni 1906 | 107,5/39,5 cm | Belgisch Granit                         | Rundkopf mit Ohren; Inschrift in Hebräisch und Deutsch; Davidsstern                                  |           |
| 6   | Frau Michael Levy, Henriette geb. Daniel (1873–1924)                     | [hebräische Inschrift] Hier ruht/unsere liebe Gattin/und Mutter/Frau Michael Levy/Henriette geb. Daniel/geb. am 22. März 1873/gest. am 6. Febr. 1924/Ruhe in Frieden! | 116/39 cm     | Belgisch Granit                         | Rundkopf mit Ohren                                                                                   |           |
| 7   | Isidor Levi (1900–1919)                                                  | [hebräische Inschrift] Hier ruht/unser lieber Sohn/und Bruder/Isidor Levy/geb. 19 Aug. 1900/gest. 28. Jan. 1919/Friede seiner Asche | 135,5/50 cm   | Terrazzo                                | Geschweifter Kopf mit seitlichen Voluten und erhabener Leiste, unterhalb Voluten seitlich kanneliert |           |
| 8   | Michael Levy (1864–1924)                                                 | [hebräische Inschrift] Hier ruht in Frieden / unser lieber Vater / Michael Levy / geb. 3. Jan. 1864 / gest. 12. Juli 1926 | 133/35 cm     | Muschelkalk                             | Rundkopf mit Ohren                                                                                   |           |
| 9   | Lina Krämer, geb. Cremer (1863–1918)                                     | [hebräische Inschrift] Hier ruht/meine liebe Gattin/und Tante/Lina Krämer geb. Cremer/geb. 20.7.1863/gest. 18.9.1918/Ruhe in Frieden | 125,5/50 cm   | Muschelkalk                             | Segmentkopf, seitlich abgestuft                                                                      |           |
| 10  | Jakob Levi (1891–1915)                                                   | [hebräische Inschrift] Hier ruht/unser guter Sohn/u. Bruder/Jakob Levi/geb. 25. Nov. 1891/gest. 12. Febr. 1915 | 114/40 cm     | Belgisch Granit                         | Rundkopf mit Ohren                                                                                   |           |
| 11  | Marianne Emmel, geb. …                                                   | HIER RUHT/MEINE LIEBE/PFLEGEMUTTER/MARIANNE/EMMEL/GEB … /RUHE IN FRIEDEN | 16,5/50 cm    | Terrazzo                                | Dreieckskopf mit ornamentierter Randleiste                                                           |           |
| 12  | Helene Krämer (1854–1918)                                                | [hebräische Inschrift] Hier ruht/unsere liebe Schwester/und Tante/Fräul. Helene Krämer/geb. 10.7.1854 – gest. 4.3. 1918/Ruhe in Frieden | 122,5/49,5 cm | Muschelkalk                             | Segmentkopf seitlich abgeschrägt                                                                     |           |
| 13  | Johanna Berg (1845–1908)                                                 | [hebräische Inschrift] Hier ruht / unsere liebe Schwester / Fräulein / Johanna Berg / geb. 19. Januar 1845 / gest. 8 Septemb. 1908 | 133/56 cm     | Belgisch Granit                         | Rundkopf mit Ohren                                                                                   |           |
| 14  | Sophie Stock, geb. Rosenzweig (1839–1910)                                | [hebräische Inschrift] HIER RUHT/UNSERELIEBE MUTTER/UND GROSSMUTTER/SOPHIE STOCK/GEB. ROSENZWEIG/GEB. 9. MAI 1839/GEST. 23. SEPTBR. 1910 | 130/74 cm     | Belgisch Granit                         | Rustika mit erhabener Inschrifttafel                                                                 |           |
| 15  | Friederike Heimann, geb. Baum (1795–1861) und Regina Heimann (1830–1904) | Hier ruhen/unsere liebe Großmutter/Friedrike Heimann, geb. Baum/geb. 1795 – gest. 1861 --- Unsere liebe Tante/Regina Heimann/geb. 1830 – gest. 1904 [hebräische Inschrift] | 128/49 cm     | Diabas                                  | Segmentkopf                                                                                          |           |
| 16  | Sofie Daniel, geb. Steinberg (1847–1922)                                 | Hier ruht/uns. liebe Mutter/Sofie Daniel/geb. Steinberg/geb. 1847/gest. 1922 --- [hebräische Inschrift] | 108/43 cm     | Diabas                                  | Segmentkopf, Seiten Rustika                                                                          |           |
| 17  | Abraham Stock (1832–1908)                                                | [hebräische Inschrift] HIER RUHT/MEIN LIEBER GATTE/UNSER GUTER/VATER UND/GROSSVATER/ABRAHAM STOCK/GEB. 4. NOVBR. 1832/GEST. 15. APRIL 1908 | 154/75 cm     | Belgisch Granit                         | Rustika mit erhabener Inschrifttafel                                                                 |           |
| 18  | Israel Heidt (1822–1896)                                                 | Hier ruht/Israel Heidt/geb. 31. März 1822/gest. am 1sten/Neujahrstage 56-57/den 8. Sept. 1896 | 52/48 cm      | Roter Sandstein mit weißer Marmorplatte | Platte in querrechteckigem erhabenen Rahmen, Seitenkehlchen, Oberkante profiliert                    |           |
| 19  | unbekannt                                                                | Inschriftenplatte fehlt | 65/50 cm      | Roter Sandstein                         | Platte in querrechteckigem erhabenen Rahmen, Seitenkehlchen, Oberkante profiliert                    |           |
| 20  | Gottschalk Rosenzweig (1806–1890)                                        | [hebräische Inschrift] Gottschalk Rosenzweig/geb. 1806/gest. 10 Oktober 1890 | 111/60 cm     | Gelber Sandstein                        | Rundkopf, nach den Seiten abgestuft; Kanten abgefast                                                 |           |
| 21  | Helena Heidt (1853 oder 1854 (?) - 1885)                                 | [hebräische Inschrift] Hier ruhe/Helena Heidt/gest. 8. Januar 1885/31 Jahre alt | 127/46 cm     | Zementguss                              | Rundkopf mit Ohren                                                                                   |           |
| 22  | Meyer Berg (1806–1880)                                                   | [links] Hier ruhen/[rechts] unsere lieben Eltern [links] Meyer Berg/geb. zu Brüggen 1806/gest. zu Dirmerzheim/den 15. Oct. 1880 [rechts] Eva Berg / geb. Levano/geb. zu Gymnich 1806/gest. zu Dirmerzheim/den 9. Mai 1886 [links] [hebräische Inschrift]/[rechts] [hebräische Inschrift] [links] Ruhet/[rechts] in Frieden | 105/91 cm     | Gelber Sandstein                        | Doppelgrab, Rundköpfe mit Randleiste                                                                 |           |
| 23  | Eva Berg, geb. Levano (1806–1886)                                        | [links] Hier ruhen/[rechts] unsere lieben Eltern [links] Meyer Berg/geb. zu Brüggen 1806/gest. zu Dirmerzheim/den 15. Oct. 1880 [rechts] Eva Berg / geb. Levano/geb. zu Gymnich 1806/gest. zu Dirmerzheim/den 9. Mai 1886 [links] [hebräische Inschrift]/[rechts] [hebräische Inschrift] [links] Ruhet/[rechts] in Frieden | 105/91 cm     | Gelber Sandstein                        | Doppelgrab, Rundköpfe mit Randleiste                                                                 |           |
| 24  | unbekannt (1802–1873)                                                    | [hebräische Inschrift] [Deutsche Inschrift nicht lesbar außer Lebensdaten:] geb. den 19 April 1802/gest. den 10 Sept. 1873 | 98/56 cm      | Gelber Sandstein                        | Dreikantkopf mit gekehlter Randleiste                                                                |           |
| 25  | unbekannt                                                                | [Inschriftenplatte bis auf Fragment zerstört] | 133/35 cm     | Gelber Sandstein, Marmorplatte          | |           |
| 26  | unbekannt                                                                | [hebräische Inschrift] | 116/62 cm     | Belgisch Granit                         | |           |
| 27  | unbekannt                                                                | [Inschrift verwittert, nicht lesbar] | 62/46 cm      | Zementguss                              | Segmentkopf, gerissen und abgebrochen                                                                |           |

## Belege
1. 1 2 3 4 5  
Der Friedhof an der Kerpener Straße. In: Elfi Pracht: Jüdisches Kulturerbe in Nordrhein-Westfalen. Teil I: Regierungsbezirk Köln (= Beiträge zu den Bau- und Kunstdenkmälern im Rheinland. Band 34,1). J.P. Bachem, Köln 1997, ISBN 3-7616-1322-9, S. 188.
2. 1 2 3 4  Heidi Bormann, Cornelius Bormann: Heimat an der Erft. Die Landjuden in den Synagogengemeinden Gymnich, Friesheim und Lechenich. Erftstadt 1993, ISBN 3-9802650-3-X, S. 369.
3. 1 2 3 4 5 6 7 8  Matthias Weber: Erftstadt-Gymnich. Heimatbuch. J.P. Bachem, Köln 1984, ISBN 3-7616-0757-1, S. 194–198.
4. ↑  Nach eigener Begutachtung des Verfassers Achim Raschka am 19. Oktober 2009 und bei späteren Besuchen.
5. ↑  Historisches Archiv des Erzbistums Köln (HAEK) Dekanat Bergheim Gymnich 2; zitiert nach: Karl Stommel, Hanna Stommel: Quellen zur Geschichte der Stadt Erftstadt. Band 5, Kulturamt der Stadt Erftstadt, Erftstadt 1998, Nr. 2680.
6. ↑  Historisches Archiv des Erzbistums Köln (HAEK) Bestand Priesterseminar, nach: Karl Stommel, Hanna Stommel: Quellen zur Geschichte der Stadt Erftstadt. Band 5, Kulturamt der Stadt Erftstadt, Erftstadt 1998, Nr. 2960.
7. ↑  Gymnicher Ratsprotokolle. Band III, S. 131 f.; zitiert nach: Matthias Weber: Erftstadt-Gymnich. Heimatbuch. J.P. Bachem, Köln 1984, ISBN 3-7616-0757-1, S. 194.
8. ↑  Gymnicher Ratsprotokolle. Band X, S. 72 f.; zitiert nach: Matthias Weber: Erftstadt-Gymnich. Heimatbuch. J.P. Bachem, Köln 1984, ISBN 3-7616-0757-1, S. 195.
9. ↑  Gymnicher Ratsprotokolle. Band IX, S. 10; zitiert nach: Matthias Weber: Erftstadt-Gymnich. Heimatbuch. J.P. Bachem, Köln 1984, ISBN 3-7616-0757-1, S. 195.
10. ↑  Gymnicher Ratsprotokolle. Band X, S. 214; nach: Matthias Weber: Erftstadt-Gymnich. Heimatbuch. J.P. Bachem, Köln 1984, ISBN 3-7616-0757-1, S. 195.
11. ↑  Gymnicher Ratsprotokolle. Band XI, S. 202; nach: Matthias Weber: Erftstadt-Gymnich. Heimatbuch. J.P. Bachem, Köln 1984, ISBN 3-7616-0757-1, S. 196.
12. ↑  Gymnicher Ratsprotokolle. Band XI, S. 244; zitiert nach: Matthias Weber: Erftstadt-Gymnich. Heimatbuch. J.P. Bachem, Köln 1984, ISBN 3-7616-0757-1, S. 196.
13. ↑  Heidi Bormann, Cornelius Bormann: Heimat an der Erft. Die Landjuden in den Synagogengemeinden Gymnich, Friesheim und Lechenich. Erftstadt 1993, ISBN 3-9802650-3-X, S. 371.
14. ↑  Denkmalliste der Stadt Erftstadt, übermittelt durch die Untere Denkmalbehörde Erftstadt.
15. ↑  
Dieter Peters: Jüdische Friedhöfe zwischen Rhein und Maas, Grabinschriften. Genealogische Daten von jüdischen Friedhöfen in der ehemaligen Rheinprovinz und in der niederländischen Provinz Limburg. MOSAIK Familienkundliche Vereinigung für das Klever Land e. V., Kleve 1993, S. 168–169.
16. ↑  Material bestimmt durch Friedrich Lindenthal, Restaurator vom Rheinischen Amt für Denkmalpflege; wiedergegeben nach: Matthias Weber: Erftstadt-Gymnich. Heimatbuch. J.P. Bachem, Köln 1984, ISBN 3-7616-0757-1.